# Peter Hedberg
Peter André Hedberg, född 15 november 1990 i Gudmundrå församling i Kramfors, är en svensk politiker (socialdemokrat). Han är ordinarie riksdagsledamot sedan 2022, invald för Västernorrlands läns valkrets.
Hedberg är utbildad samhällslärare och historielärare. Han har arbetat på Ådalsskolan innan han avslutade sin tjänstgöring för att bli riksdagsledamot i riksdagen.[källa behövs]
Han är ordinarie riksdagsledamot sedan valet 2022. I riksdagen är Hedberg suppleant i konstitutionsutskottet.